# ミヤマテッケイ
ミヤマテッケイ（深山竹鶏、学名：Arborophila crudigularis）は、キジ目キジ科に分類される鳥類の一種である。

## 分布
台湾固有種。

## 形態
体長約24cm。頭上から背面、尾までと肩はねは灰褐色で、黒い鱗状の斑がある。翼は紫色がかっている。腹は白色。通眼帯は黒く頬は白で、喉に黒線が走っている。嘴は黒く、脚は濃い赤色である。

## 生態
海抜900-3000mの山地の森林の中に生息する。